# Gonohymenia schleicheri
Gonohymenia schleicheri är en svampart som först beskrevs av Hepp, och fick sitt nu gällande namn av Henssen. Gonohymenia schleicheri ingår i släktet Gonohymenia och familjen Lichinaceae.   Inga underarter finns listade i Catalogue of Life.